# Посольство США в Росії

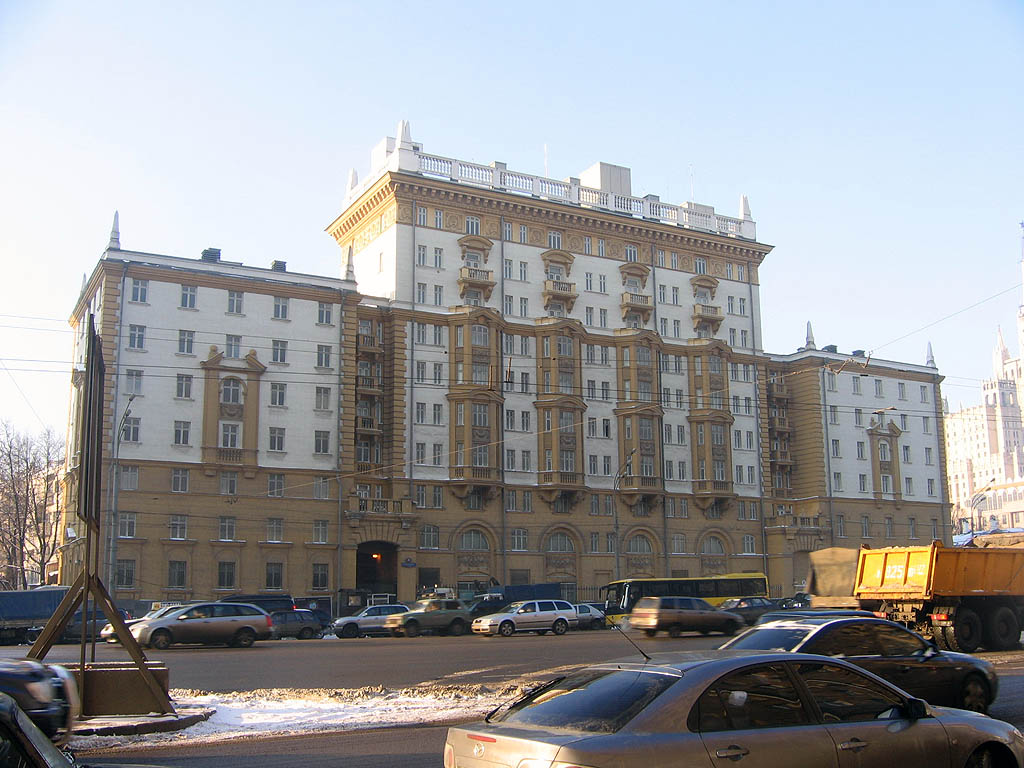
Стара будівля американського посольства на Новінському бульварі

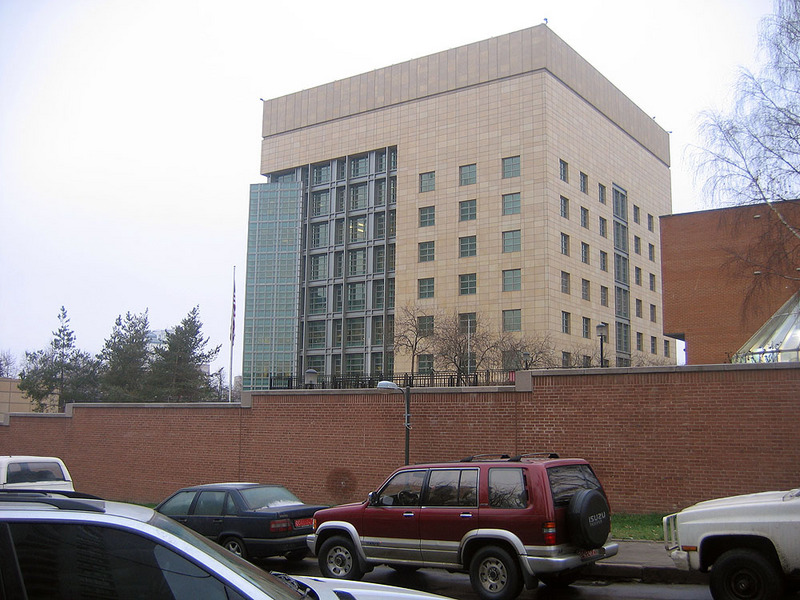
Нова будівля на Великому Дев'ятинському перевулку

Посольство США в Москві було відкрито в 1934 році в Китай-місті.

## Будівля
Спочатку радянське керівництво обіцяло американській місії будівлю в районі Ленінських гір, але переговори про оренду виявилися невдалими. У 1953 році американське посольство переїхало на вулицю Чайковського (сучас. Новинський бульвар), де знаходиться до цього дня. У 1969 році територія посольства була розширена на 10 акрів. США отримали цю землю на умовах безвідплатної оренди строком на 85 років.
У вересні 1979 року почалося будівництво нової будівлі на цій ділянці, закінчене в 1986 році.

Остаточно роботи з перебудови усього посольського комплексу завершилися лише в травні 2000 року, нова будівля почала роботу в червні.
Периметр усього комплексу становить 1 320 метрів. У 1987 році під час робіт по реконструкції старої будівлі на території посольства були виявлені прослуховуючі пристрої.
Окрім будівель на Новінському бульварі/Великому Дев'ятинському провулку США належить також Особняк Второва (так званий Спасо-Хаус, англ. Spaso House), в якому з 1933 року розташовується резиденція посла.

## Посли США

### Посли США в СРСР
- Вільям Булліт (1933—1936)
- Джозеф Едвард Девіс (1936—1938)
- Лоуренс Штейнгардт (1936—1941)
- Вільям Гаррісон Стендлі (1942—1943)
- Аверелл Гарріман (1943—1946)
- Вальтер Беделл Сміт (1946—1948)
- Алан Гудріч Кірк (1949—1952)
- Джордж Кеннан (1952—1953)
- Чарльз Боулен (1953—1957)
- Льюллін Томпсон (1957—1962)
- Фой Копер (1962—1967)
- Льюллін Томпсон (1967—1969)
- Джейкоб Бим (1969—1973)
- Волтер Стессел (1974—1977)
- Малкольм Туун (1977—1979)
- Томас Вотсон (1979—1981)
- Артур Гартман (1981—1987)
- Джек Метлок (1987—1991)
- Роберт Страус (1991—1992)

### Посли США в РФ
- Томас Пікерінг (1993 — 1996)
- Джеймс Коллінс (1996 — 2001)
- Александер Вершбоу (2001 — 2005)
- Вільям Джозеф Бернс (2005 — 2008)
- Джон Байєрлі (2008 — 2011)
- Майкл Макфол (2011 — 2014)
- Джон Теффт (2014 — 2017)
- Джон Гантсман (2017 — 2019)
- Джон Салліван (2020 — 2022)
- Лінн Трейсі (з 2023)